# 에이투식스
에이투식스는 모델들로 구성된 대한민국의 음악 그룹이다. 2021년 싱글 [Runway]로 데뷔했다.

## 음반
- Runway (2021)